# Epimedium simplicifolium
Epimedium simplicifolium är en berberisväxtart som beskrevs av T.S. Ying. Epimedium simplicifolium ingår i släktet sockblommor, och familjen berberisväxter. Inga underarter finns listade i Catalogue of Life.